# Inori Minase
Inori Minase (水瀬 いのり, Minase Inori), née le 2 décembre 1995 à Tokyo, est une seiyū japonaise.

## Rôles

### Animeet jeux vidéo
- A Place Further than the Universe : Mari Tamaki
- Arknights : Archetto
- Astra - Lost in Space : Aries Spring
- DanMachi : Hestia
- The Eminence in Shadow: Master of Garden (jeu vidéo) : Beta[1]
- Fire Emblem Heroes : Jill et Tsubasa
- Gabriel DropOut : Chisaki Tapris Sugarbell
- Genshin Impact : Furina
- Girls' Last Tour : Chito
- Girl Friend Beta : Chino
- Gothic wa Mahou Otome : Rem
- Granblue Fantasy : Diantha
- Grand Summoners : Chloé
- How a Realist Hero Rebuilt the Kingdom : Liscia Elfrieden
- HUGtto! PreCure : Ciel Kirahoshi / Cure Parfait (36-37)
- Isekai Quartet : Rem
- Is the Order a Rabbit? : Chino Kafu
- Katana Maidens: Toji No Miko : Yume Tsubaruko
- Kirakira☆PreCure a la Mode : Ciel Kirahoshi / Cure Parfait / Kirarin
- Mario et Sonic aux Jeux olympiques :
- Masamune-kun's Revenge : Yoshino Koiwai
- Mashin Sentai Kiramager : Mabushina
- Megadimension Neptunia VII : Million Arthur
- MementoMori : Iris
- Moi, quand je me réincarne en Slime (saison 3) : Mariabell[2]
- Netoge no yome wa onna no ko janai to omotta? : Segawa Akane
- The Quintessential Quintuplets : Itsuki Nakano
- Rascal Does Not Dream of Bunny Girl Senpai : Shoko Makinohara
- Re:Zero − Re:vivre dans un autre monde à partir de zéro : Rem
- Saint Seiya: Saintia Shō : Saori Kido
- Somali et l'esprit de la forêt : Somali
- Tokyo Mirage Sessions #FE (Encore) : Tsubasa Oribe
- Tsurezure Children : Chizuru Takano
- Les mémoires de Vanitas : Jeanne
- Your Lie in April : Koharu Seto
- Dead Mount Death Play : Misaki Sakimiya
- Goddess of Victory: Nikke : Rem